# Jon Knolle
Jon Knolle (* 11. September 1999 in Unna) ist ein deutscher Radrennfahrer.

## Sportlicher Werdegang
Als Junior fuhr Knolle für das ROSE Team NRW und wurde 2016 und 2017 jeweils Deutscher Meister im Mannschaftszeitfahren. Mit dem Wechsel in die U23 wurde er Mitglied im Saris Rouvy Sauerland Team. Seine Erfolge erzielte er bisher auf nationaler Ebene. Mit dem Team wurde er in der Saison 2021 Deutscher Meister im Mannschaftszeitfahren. In der Rad-Bundesliga gewann er 2022 das erste Rennen der Saison in Bruchsal und legte damit den Grundstein für den Gewinn der Gesamtwertung.
International blieb Knolle bisher ohne Sieg, seine bisher besten Ergebnisse waren jeweils ein dritter Platz beim Trofeo Alcide De Gasperi und dem U23-Rennen des Chrono des Nations 2021.

## Erfolge
2016
- Deutscher Meister – Mannschaftszeitfahren (Junioren)

2017
- Deutscher Meister – Mannschaftszeitfahren (Junioren)

2021
- Deutscher Meister – Mannschaftszeitfahren

2022
- Gesamtwertung Rad-Bundesliga